# HD 142 b
HD 142 bは、ほうおう座の方角に約84光年の位置にある木星型惑星の太陽系外惑星である。恒星HD 142から約1.02auの軌道を公転している。